# 오리앙탈 지방

오리앙탈 지방

오리앙탈 지방(아랍어: جهة الشرق, 프랑스어: Oriental)은 모로코를 구성하는 12개 지방 가운데 하나로 모로코 북동부에 위치한다. 행정 중심지는 우지다이며 면적은 90,127km2, 인구는 2,314,346명(2014년 9월 1일 기준), 인구 밀도는 27.94명/km2이다.
2015년에 실시된 행정 구역 개편에 따라 오리앙탈 지방을 개편하여 신설되었다. 북쪽으로는 지중해, 스페인의 월경지인 멜리야와 접하며 북서쪽으로는 탕헤르테투안알호세이마 지방, 서쪽으로는 페스메크네스 지방, 남서쪽으로는 드라타필랄레트 지방과 접한다. 동쪽과 남쪽으로는 알제리와 국경을 접한다. 7개 주, 1개 현을 관할한다.